# Tratado de Sevilla (1500)
El Tratado de Sevilla fue un acuerdo firmado en 1500 entre los Reyes Católicos y el reino de Navarra, por el que este reino mantendría neutralidad entre Francia y la Monarquía Católica. Las guarniciones castellanas, que se habían mantenido en el reino de Navarra desde 1495, son retiradas. El bando de los beaumonteses obtienen el perdón y se les permite volver, restituyéndoles la condestabilía.

## Rotura del tratado
Muchos historiadores sostienen que España utilizó la firma del Tratado de Blois entre los Reinos de Navarra y Francia para asegurar que los reyes de Navarra habían roto la situación de neutralidad entre estas dos naciones. Por lo que luego procedería a conquistarle.
La presunta rotura de esa situación se debe a este tratado, que era el que había hecho oficial la promesa de los reyes de Navarra de no tomar posiciones por ninguna de las dos naciones. Por lo que en el año de 1512, año del Tratado de Blois, este tratado queda en situación de expiración.